# Grand Prix Cycliste la Marseillaise 2021
Grand Prix Cycliste la Marseillaise 2021 var den 42. udgave af det franske cykelløb Grand Prix Cycliste la Marseillaise. Det 171 km lange linjeløb blev kørt den 31. januar 2021 med start og mål i Marseille. Løbet var en del af UCI Europe Tour 2021 og Coupe de France. På grund af et stærkere felt og bedre ryttere end normalt, havde løbsarrangøren forlænget ruten fra godt 140 km til 171 km. Dette skyldtes at flere løb forud for var blevet aflyst på grund af coronaviruspandemien, og syv World Tour-hold havde meldt deres ankomst, hvor der ved løbet i 2020 var fire.
Efter en massespurt vandt franske Aurélien Paret-Peintre fra AG2R Citroën Team.

## Resultater
| \| Samlede stilling \| Samlede stilling \| Samlede stilling \| Samlede stilling \| Samlede stilling \| \| Rytter \| Rytter \| Hold \| Tid \| \| \| ---------------- \| ---------------------- \| ---------------------------------- \| ---------------- \| ---------------- \| \| 1. \| Aurélien Paret-Peintre \| AG2R Citroën Team \| 4t 24' 29" \| \| \| 2. \| Thomas Boudat \| Arkéa-Samsic \| + 0" \| \| \| 3. \| Bryan Coquard \| B&B Hotels p/b KTM \| + 0" \| \| \| 4. \| Francisco Galván \| Equipo Kern Pharma \| + 0" \| \| \| 5. \| Arjen Livyns \| Bingoal-WB \| + 0" \| \| \| 6. \| Tim Wellens \| Lotto-Soudal \| + 0" \| \| \| 7. \| Matteo Trentin \| UAE Team Emirates \| + 0" \| \| \| 8. \| Lilian Calmejane \| AG2R Citroën Team \| + 0" \| \| \| 9. \| Julien El Fares \| EF Education-Nippo \| + 0" \| \| \| 10. \| Odd Christian Eiking \| Intermarché-Wanty-Gobert Matériaux \| + 0" \| \| |                        |                                    |            |
| |                        |                                    |            |
| Kilde: ProCyclingStats |                        |                                    |            |
| Samlede stilling |                        |                                    |            |
| Rytter | Rytter                 | Hold                               | Tid        |
| 1. | Aurélien Paret-Peintre | AG2R Citroën Team                  | 4t 24' 29" |
| 2. | Thomas Boudat          | Arkéa-Samsic                       | + 0"       |
| 3. | Bryan Coquard          | B&B Hotels p/b KTM                 | + 0"       |
| 4. | Francisco Galván       | Equipo Kern Pharma                 | + 0"       |
| 5. | Arjen Livyns           | Bingoal-WB                         | + 0"       |
| 6. | Tim Wellens            | Lotto-Soudal                       | + 0"       |
| 7. | Matteo Trentin         | UAE Team Emirates                  | + 0"       |
| 8. | Lilian Calmejane       | AG2R Citroën Team                  | + 0"       |
| 9. | Julien El Fares        | EF Education-Nippo                 | + 0"       |
| 10. | Odd Christian Eiking   | Intermarché-Wanty-Gobert Matériaux | + 0"       |

## Hold og ryttere
| UCI WorldTeams (7)- AG2R Citroën Team - Cofidis - EF Education-Nippo - Groupama-FDJ - Intermarché-Wanty-Gobert Matériaux - Lotto Soudal - UAE Team Emirates UCI ProTeams (8)- Delko - B&B Hotels p/b KTM - Bingoal-WB - Arkéa-Samsic - Total Direct Énergie - Sport Vlaanderen-Baloise - Equipo Kern Pharma - Caja Rural-Seguros RGA UCI Kontinentalhold (2)- Saint Michel-Auber 93 - Xelliss-Roubaix Lille Métropole |
| |

### Danske ryttere
Andreas Kron debutere for sit nye World Tour-hold Lotto-Soudal.
| Danske ryttere på startlisten |              |              |           |
| Rygnummer                     | Rytter       | Hold         | Placering |
| 54                            | Andreas Kron | Lotto-Soudal | 29        |

* DNF = gennemførte ikke

## Startliste
| AG2R Citroën Team ACT | AG2R Citroën Team ACT        | AG2R Citroën Team ACT |
| --------------------- | ---------------------------- | --------------------- |
| Nr.                   | Rytter                       | Placering             |
| 1                     | Tony Gallopin (FRA)          | 13.                   |
| 2                     | Lilian Calmejane (FRA)       | 8.                    |
| 3                     | François Bidard (FRA)        | HD                    |
| 4                     | Ben Gastauer (LUX)           | 30.                   |
| 5                     | Aurélien Paret-Peintre (FRA) | 1.                    |
| 6                     | Nicolas Prodhomme (FRA)      | 61.                   |
| 7                     | Julien Duval (FRA)           | 92.                   |

| Groupama-FDJ GFC | Groupama-FDJ GFC        | Groupama-FDJ GFC |
| ---------------- | ----------------------- | ---------------- |
| Nr.              | Rytter                  | Placering        |
| 11               | Alexys Brunel (FRA)     | 68.              |
| 12               | William Bonnet (FRA)    | 103.             |
| 13               | Fabian Lienhard (SUI)   | 88.              |
| 14               | Jake Stewart (GBR)      | 102.             |
| 15               | Romain Seigle (FRA)     | 85.              |
| 16               | Benjamin Thomas (FRA)   | 14.              |
| 17               | Lars van den Berg (NED) | 89.              |

| Cofidis COF | Cofidis COF              | Cofidis COF |
| ----------- | ------------------------ | ----------- |
| Nr.         | Rytter                   | Placering   |
| 21          | Jesús Herrada (ESP)      | 16.         |
| 22          | Nicolas Edet (FRA)       | 78.         |
| 23          | Rubén Fernández (ESP)    | 22.         |
| 24          | Anthony Perez (FRA)      | 18.         |
| 25          | Rémy Rochas (FRA)        | 48.         |
| 26          | Christophe Laporte (FRA) | 34.         |
| 27          | Tom Bohli (SUI)          | 98.         |

| UAE Team Emirates UAD | UAE Team Emirates UAD         | UAE Team Emirates UAD |
| --------------------- | ----------------------------- | --------------------- |
| Nr.                   | Rytter                        | Placering             |
| 31                    | Matteo Trentin (ITA)          | 7.                    |
| 32                    | Vegard Stake Laengen (NOR)    | 64.                   |
| 33                    | Alessandro Covi (ITA)         | 27.                   |
| 34                    | Ryan Gibbons (RSA) (landevej) | 17.                   |
| 35                    | Rui Oliveira (POR)            | 39.                   |
| 36                    | Aljaksandr Rabusjenka (BLR)   | 80.                   |
| 37                    | Oliviero Troia (ITA)          | 106.                  |

| EF Education-Nippo EFN | EF Education-Nippo EFN    | EF Education-Nippo EFN |
| ---------------------- | ------------------------- | ---------------------- |
| Nr.                    | Rytter                    | Placering              |
| 41                     | Julien El Fares (FRA)     | 9.                     |
| 42                     | Stefan Bissegger (SUI)    | 59.                    |
| 43                     | Simon Carr (GBR)          | 24.                    |
| 44                     | Sebastian Langeveld (NED) | 84.                    |
| 45                     | Jonas Rutsch (GER)        | DNS                    |
| 46                     | Thomas Scully (NZL)       | 107.                   |
| 47                     | Julius van den Berg (NED) | 81.                    |

| Lotto-Soudal LTS | Lotto-Soudal LTS       | Lotto-Soudal LTS |
| ---------------- | ---------------------- | ---------------- |
| Nr.              | Rytter                 | Placering        |
| 51               | Philippe Gilbert (BEL) | 49.              |
| 52               | Tim Wellens (BEL)      | 6.               |
| 53               | John Degenkolb (GER)   | 35.              |
| 54               | Andreas Kron (DEN)     | 29.              |
| 55               | Stefano Oldani (ITA)   | 43.              |
| 56               | Gerben Thijssen (BEL)  | 104.             |
| 57               | Brent Van Moer (BEL)   | 51.              |

| Intermarché-Wanty-Gobert Matériaux IWG | Intermarché-Wanty-Gobert Matériaux IWG | Intermarché-Wanty-Gobert Matériaux IWG |
| -------------------------------------- | -------------------------------------- | -------------------------------------- |
| Nr.                                    | Rytter                                 | Placering                              |
| 61                                     | Andrea Pasqualon (ITA)                 | 33.                                    |
| 62                                     | Tom Devriendt (BEL)                    | 90.                                    |
| 63                                     | Odd Christian Eiking (NOR)             | 10.                                    |
| 63                                     | Théo Delacroix (FRA)                   | 91.                                    |
| 64                                     | Jeremy Bellicaud (FRA)                 | 15.                                    |
| 66                                     | Rein Taaramäe (EST)                    | 21.                                    |
| 67                                     | Maurits Lammertink (NED)               | 56.                                    |

| Arkéa-Samsic ARK | Arkéa-Samsic ARK        | Arkéa-Samsic ARK |
| ---------------- | ----------------------- | ---------------- |
| Nr.              | Rytter                  | Placering        |
| 71               | Diego Rosa (ITA)        | 57.              |
| 72               | Amaury Capiot (BEL)     | 25.              |
| 73               | Thomas Boudat (FRA)     | 2.               |
| 74               | Łukasz Owsian (POL)     | 70.              |
| 75               | Kévin Ledanois (FRA)    | 42.              |
| 76               | Anthony Delaplace (FRA) | 23.              |
| 77               | Maxime Bouet (FRA)      | 11.              |

| Delko DKO | Delko DKO                 | Delko DKO |
| --------- | ------------------------- | --------- |
| Nr.       | Rytter                    | Placering |
| 81        | Alessandro Fedeli (ITA)   | 87.       |
| 82        | Mauro Finetto (ITA)       | 46.       |
| 83        | Evaldas Šiškevicius (LTU) | 101.      |
| 84        | August Jensen (NOR)       | 47.       |
| 85        | Mathias Le Turnier (FRA)  | DNF       |
| 86        | Julien Trarieux (FRA)     | 40.       |
| 87        | Lucas De Rossi (FRA)      | HD        |

| Total Direct Énergie TDE | Total Direct Énergie TDE   | Total Direct Énergie TDE |
| ------------------------ | -------------------------- | ------------------------ |
| Nr.                      | Rytter                     | Placering                |
| 91                       | Edvald Boasson Hagen (NOR) | 19.                      |
| 92                       | Fabien Grellier (FRA)      | DNF                      |
| 93                       | Pierre Latour (FRA)        | 63.                      |
| 94                       | Christopher Lawless (GBR)  | 108.                     |
| 95                       | Geoffrey Soupe (FRA)       | 93.                      |
| 96                       | Anthony Turgis (FRA)       | 12.                      |
| 97                       | Alexis Vuillermoz (FRA)    | 20.                      |

| B&B Hotels p/b KTM BBK | B&B Hotels p/b KTM BBK | B&B Hotels p/b KTM BBK |
| ---------------------- | ---------------------- | ---------------------- |
| Nr.                    | Rytter                 | Placering              |
| 101                    | Jonathan Hivert (FRA)  | 28.                    |
| 102                    | Cyril Barthe (FRA)     | 26.                    |
| 103                    | Franck Bonnamour (FRA) | 31.                    |
| 104                    | Bryan Coquard (FRA)    | 3.                     |
| 105                    | Thibault Ferasse (FRA) | 62.                    |
| 106                    | Eliot Lietaer (BEL)    | 97.                    |
| 107                    | Quentin Pacher (FRA)   | 32.                    |

| Sport Vlaanderen-Baloise SVB | Sport Vlaanderen-Baloise SVB | Sport Vlaanderen-Baloise SVB |
| ---------------------------- | ---------------------------- | ---------------------------- |
| Nr.                          | Rytter                       | Placering                    |
| 111                          | Kenneth Van Rooy (BEL)       | 38.                          |
| 112                          | Lindsay De Vylder (BEL)      | 53.                          |
| 113                          | Rune Herregodts (BEL)        | 52.                          |
| 114                          | Jens Reynders (BEL)          | 105.                         |
| 115                          | Fabio Van den Bossche (BEL)  | 37.                          |
| 116                          | Sasha Weemaes (BEL)          | HD                           |
| 117                          | Thimo Willems (BEL)          | 36.                          |

| Caja Rural-Seguros RGA CJR | Caja Rural-Seguros RGA CJR | Caja Rural-Seguros RGA CJR |
| -------------------------- | -------------------------- | -------------------------- |
| Nr.                        | Rytter                     | Placering                  |
| 121                        | David González López (ESP) | 72.                        |
| 122                        | Julen Amezqueta (ESP)      | DNF                        |
| 123                        | Aritz Bagües (ESP)         | 58.                        |
| 124                        | Jon Barrenetxea (ESP)      | 69.                        |
| 125                        | Josu Etxeberria (ESP)      | 71.                        |
| 126                        | Sergio Martín (ESP)        | 73.                        |
| 127                        | Joel Nicolau (ESP)         | 44.                        |

| Equipo Kern Pharma EKP | Equipo Kern Pharma EKP   | Equipo Kern Pharma EKP |
| ---------------------- | ------------------------ | ---------------------- |
| Nr.                    | Rytter                   | Placering              |
| 131                    | Martí Márquez (ESP)      | 77.                    |
| 132                    | Francisco Galván (ESP)   | 4.                     |
| 133                    | Jordi López (ESP)        | 41.                    |
| 134                    | Ibon Ruiz (ESP)          | 79.                    |
| 135                    | Danny van der Tuuk (NED) | 83.                    |
| 136                    | Vojtěch Řepa (CZE)       | 55.                    |
| 137                    | Raúl García Pierna (ESP) | 45.                    |

| Bingoal-WB BWB | Bingoal-WB BWB           | Bingoal-WB BWB |
| -------------- | ------------------------ | -------------- |
| Nr.            | Rytter                   | Placering      |
| 141            | Arjen Livyns (BEL)       | 5.             |
| 142            | Mathijs Paasschens (NED) | 65.            |
| 143            | Milan Menten (BEL)       | 50.            |
| 144            | Kenny Molly (BEL)        | 60.            |
| 145            | Laurens Huys (BEL)       | 96.            |
| 146            | Dimitri Peyskens (BEL)   | 99.            |
| 147            | Luc Wirtgen (LUX)        | 100.           |

| Xelliss-Roubaix Lille Métropole XRL | Xelliss-Roubaix Lille Métropole XRL | Xelliss-Roubaix Lille Métropole XRL |
| ----------------------------------- | ----------------------------------- | ----------------------------------- |
| Nr.                                 | Rytter                              | Placering                           |
| 151                                 | Julien Antomarchi (FRA)             | 94.                                 |
| 152                                 | Ivan Centrone (LUX)                 | 74.                                 |
| 153                                 | Mathias De Witte (BEL)              | DNF                                 |
| 154                                 | Dylan Kowalski (FRA)                | 95.                                 |
| 155                                 | Jordan Levasseur (FRA)              | 110.                                |
| 156                                 | Jérémy Leveau (FRA)                 | 75.                                 |
| 157                                 | Maxime Urruty (FRA)                 | 76.                                 |

| Saint Michel-Auber 93 AUB | Saint Michel-Auber 93 AUB | Saint Michel-Auber 93 AUB |
| ------------------------- | ------------------------- | ------------------------- |
| Nr.                       | Rytter                    | Placering                 |
| 161                       | Tony Hurel (FRA)          | HD                        |
| 162                       | Baptiste Bleier (FRA)     | 86.                       |
| 163                       | Adrien Guillonnet (FRA)   | 82.                       |
| 164                       | Louis Louvet (FRA)        | 67.                       |
| 165                       | Flavien Maurelet (FRA)    | 54.                       |
| 166                       | Yoann Paillot (FRA)       | 66.                       |
| 167                       | Morne van Niekerk (RSA)   | 109.                      |

| AG2R Citroën Team ACT | AG2R Citroën Team ACT        | AG2R Citroën Team ACT |
| --------------------- | ---------------------------- | --------------------- |
| Nr.                   | Rytter                       | Placering             |
| 1                     | Tony Gallopin (FRA)          | 13.                   |
| 2                     | Lilian Calmejane (FRA)       | 8.                    |
| 3                     | François Bidard (FRA)        | HD                    |
| 4                     | Ben Gastauer (LUX)           | 30.                   |
| 5                     | Aurélien Paret-Peintre (FRA) | 1.                    |
| 6                     | Nicolas Prodhomme (FRA)      | 61.                   |
| 7                     | Julien Duval (FRA)           | 92.                   |

| Groupama-FDJ GFC | Groupama-FDJ GFC        | Groupama-FDJ GFC |
| ---------------- | ----------------------- | ---------------- |
| Nr.              | Rytter                  | Placering        |
| 11               | Alexys Brunel (FRA)     | 68.              |
| 12               | William Bonnet (FRA)    | 103.             |
| 13               | Fabian Lienhard (SUI)   | 88.              |
| 14               | Jake Stewart (GBR)      | 102.             |
| 15               | Romain Seigle (FRA)     | 85.              |
| 16               | Benjamin Thomas (FRA)   | 14.              |
| 17               | Lars van den Berg (NED) | 89.              |

| Cofidis COF | Cofidis COF              | Cofidis COF |
| ----------- | ------------------------ | ----------- |
| Nr.         | Rytter                   | Placering   |
| 21          | Jesús Herrada (ESP)      | 16.         |
| 22          | Nicolas Edet (FRA)       | 78.         |
| 23          | Rubén Fernández (ESP)    | 22.         |
| 24          | Anthony Perez (FRA)      | 18.         |
| 25          | Rémy Rochas (FRA)        | 48.         |
| 26          | Christophe Laporte (FRA) | 34.         |
| 27          | Tom Bohli (SUI)          | 98.         |

| UAE Team Emirates UAD | UAE Team Emirates UAD         | UAE Team Emirates UAD |
| --------------------- | ----------------------------- | --------------------- |
| Nr.                   | Rytter                        | Placering             |
| 31                    | Matteo Trentin (ITA)          | 7.                    |
| 32                    | Vegard Stake Laengen (NOR)    | 64.                   |
| 33                    | Alessandro Covi (ITA)         | 27.                   |
| 34                    | Ryan Gibbons (RSA) (landevej) | 17.                   |
| 35                    | Rui Oliveira (POR)            | 39.                   |
| 36                    | Aljaksandr Rabusjenka (BLR)   | 80.                   |
| 37                    | Oliviero Troia (ITA)          | 106.                  |

| EF Education-Nippo EFN | EF Education-Nippo EFN    | EF Education-Nippo EFN |
| ---------------------- | ------------------------- | ---------------------- |
| Nr.                    | Rytter                    | Placering              |
| 41                     | Julien El Fares (FRA)     | 9.                     |
| 42                     | Stefan Bissegger (SUI)    | 59.                    |
| 43                     | Simon Carr (GBR)          | 24.                    |
| 44                     | Sebastian Langeveld (NED) | 84.                    |
| 45                     | Jonas Rutsch (GER)        | DNS                    |
| 46                     | Thomas Scully (NZL)       | 107.                   |
| 47                     | Julius van den Berg (NED) | 81.                    |

| Lotto-Soudal LTS | Lotto-Soudal LTS       | Lotto-Soudal LTS |
| ---------------- | ---------------------- | ---------------- |
| Nr.              | Rytter                 | Placering        |
| 51               | Philippe Gilbert (BEL) | 49.              |
| 52               | Tim Wellens (BEL)      | 6.               |
| 53               | John Degenkolb (GER)   | 35.              |
| 54               | Andreas Kron (DEN)     | 29.              |
| 55               | Stefano Oldani (ITA)   | 43.              |
| 56               | Gerben Thijssen (BEL)  | 104.             |
| 57               | Brent Van Moer (BEL)   | 51.              |

| Intermarché-Wanty-Gobert Matériaux IWG | Intermarché-Wanty-Gobert Matériaux IWG | Intermarché-Wanty-Gobert Matériaux IWG |
| -------------------------------------- | -------------------------------------- | -------------------------------------- |
| Nr.                                    | Rytter                                 | Placering                              |
| 61                                     | Andrea Pasqualon (ITA)                 | 33.                                    |
| 62                                     | Tom Devriendt (BEL)                    | 90.                                    |
| 63                                     | Odd Christian Eiking (NOR)             | 10.                                    |
| 63                                     | Théo Delacroix (FRA)                   | 91.                                    |
| 64                                     | Jeremy Bellicaud (FRA)                 | 15.                                    |
| 66                                     | Rein Taaramäe (EST)                    | 21.                                    |
| 67                                     | Maurits Lammertink (NED)               | 56.                                    |

| Arkéa-Samsic ARK | Arkéa-Samsic ARK        | Arkéa-Samsic ARK |
| ---------------- | ----------------------- | ---------------- |
| Nr.              | Rytter                  | Placering        |
| 71               | Diego Rosa (ITA)        | 57.              |
| 72               | Amaury Capiot (BEL)     | 25.              |
| 73               | Thomas Boudat (FRA)     | 2.               |
| 74               | Łukasz Owsian (POL)     | 70.              |
| 75               | Kévin Ledanois (FRA)    | 42.              |
| 76               | Anthony Delaplace (FRA) | 23.              |
| 77               | Maxime Bouet (FRA)      | 11.              |

| Delko DKO | Delko DKO                 | Delko DKO |
| --------- | ------------------------- | --------- |
| Nr.       | Rytter                    | Placering |
| 81        | Alessandro Fedeli (ITA)   | 87.       |
| 82        | Mauro Finetto (ITA)       | 46.       |
| 83        | Evaldas Šiškevicius (LTU) | 101.      |
| 84        | August Jensen (NOR)       | 47.       |
| 85        | Mathias Le Turnier (FRA)  | DNF       |
| 86        | Julien Trarieux (FRA)     | 40.       |
| 87        | Lucas De Rossi (FRA)      | HD        |

| Total Direct Énergie TDE | Total Direct Énergie TDE   | Total Direct Énergie TDE |
| ------------------------ | -------------------------- | ------------------------ |
| Nr.                      | Rytter                     | Placering                |
| 91                       | Edvald Boasson Hagen (NOR) | 19.                      |
| 92                       | Fabien Grellier (FRA)      | DNF                      |
| 93                       | Pierre Latour (FRA)        | 63.                      |
| 94                       | Christopher Lawless (GBR)  | 108.                     |
| 95                       | Geoffrey Soupe (FRA)       | 93.                      |
| 96                       | Anthony Turgis (FRA)       | 12.                      |
| 97                       | Alexis Vuillermoz (FRA)    | 20.                      |

| B&B Hotels p/b KTM BBK | B&B Hotels p/b KTM BBK | B&B Hotels p/b KTM BBK |
| ---------------------- | ---------------------- | ---------------------- |
| Nr.                    | Rytter                 | Placering              |
| 101                    | Jonathan Hivert (FRA)  | 28.                    |
| 102                    | Cyril Barthe (FRA)     | 26.                    |
| 103                    | Franck Bonnamour (FRA) | 31.                    |
| 104                    | Bryan Coquard (FRA)    | 3.                     |
| 105                    | Thibault Ferasse (FRA) | 62.                    |
| 106                    | Eliot Lietaer (BEL)    | 97.                    |
| 107                    | Quentin Pacher (FRA)   | 32.                    |

| Sport Vlaanderen-Baloise SVB | Sport Vlaanderen-Baloise SVB | Sport Vlaanderen-Baloise SVB |
| ---------------------------- | ---------------------------- | ---------------------------- |
| Nr.                          | Rytter                       | Placering                    |
| 111                          | Kenneth Van Rooy (BEL)       | 38.                          |
| 112                          | Lindsay De Vylder (BEL)      | 53.                          |
| 113                          | Rune Herregodts (BEL)        | 52.                          |
| 114                          | Jens Reynders (BEL)          | 105.                         |
| 115                          | Fabio Van den Bossche (BEL)  | 37.                          |
| 116                          | Sasha Weemaes (BEL)          | HD                           |
| 117                          | Thimo Willems (BEL)          | 36.                          |

| Caja Rural-Seguros RGA CJR | Caja Rural-Seguros RGA CJR | Caja Rural-Seguros RGA CJR |
| -------------------------- | -------------------------- | -------------------------- |
| Nr.                        | Rytter                     | Placering                  |
| 121                        | David González López (ESP) | 72.                        |
| 122                        | Julen Amezqueta (ESP)      | DNF                        |
| 123                        | Aritz Bagües (ESP)         | 58.                        |
| 124                        | Jon Barrenetxea (ESP)      | 69.                        |
| 125                        | Josu Etxeberria (ESP)      | 71.                        |
| 126                        | Sergio Martín (ESP)        | 73.                        |
| 127                        | Joel Nicolau (ESP)         | 44.                        |

| Equipo Kern Pharma EKP | Equipo Kern Pharma EKP   | Equipo Kern Pharma EKP |
| ---------------------- | ------------------------ | ---------------------- |
| Nr.                    | Rytter                   | Placering              |
| 131                    | Martí Márquez (ESP)      | 77.                    |
| 132                    | Francisco Galván (ESP)   | 4.                     |
| 133                    | Jordi López (ESP)        | 41.                    |
| 134                    | Ibon Ruiz (ESP)          | 79.                    |
| 135                    | Danny van der Tuuk (NED) | 83.                    |
| 136                    | Vojtěch Řepa (CZE)       | 55.                    |
| 137                    | Raúl García Pierna (ESP) | 45.                    |

| Bingoal-WB BWB | Bingoal-WB BWB           | Bingoal-WB BWB |
| -------------- | ------------------------ | -------------- |
| Nr.            | Rytter                   | Placering      |
| 141            | Arjen Livyns (BEL)       | 5.             |
| 142            | Mathijs Paasschens (NED) | 65.            |
| 143            | Milan Menten (BEL)       | 50.            |
| 144            | Kenny Molly (BEL)        | 60.            |
| 145            | Laurens Huys (BEL)       | 96.            |
| 146            | Dimitri Peyskens (BEL)   | 99.            |
| 147            | Luc Wirtgen (LUX)        | 100.           |

| Xelliss-Roubaix Lille Métropole XRL | Xelliss-Roubaix Lille Métropole XRL | Xelliss-Roubaix Lille Métropole XRL |
| ----------------------------------- | ----------------------------------- | ----------------------------------- |
| Nr.                                 | Rytter                              | Placering                           |
| 151                                 | Julien Antomarchi (FRA)             | 94.                                 |
| 152                                 | Ivan Centrone (LUX)                 | 74.                                 |
| 153                                 | Mathias De Witte (BEL)              | DNF                                 |
| 154                                 | Dylan Kowalski (FRA)                | 95.                                 |
| 155                                 | Jordan Levasseur (FRA)              | 110.                                |
| 156                                 | Jérémy Leveau (FRA)                 | 75.                                 |
| 157                                 | Maxime Urruty (FRA)                 | 76.                                 |

| Saint Michel-Auber 93 AUB | Saint Michel-Auber 93 AUB | Saint Michel-Auber 93 AUB |
| ------------------------- | ------------------------- | ------------------------- |
| Nr.                       | Rytter                    | Placering                 |
| 161                       | Tony Hurel (FRA)          | HD                        |
| 162                       | Baptiste Bleier (FRA)     | 86.                       |
| 163                       | Adrien Guillonnet (FRA)   | 82.                       |
| 164                       | Louis Louvet (FRA)        | 67.                       |
| 165                       | Flavien Maurelet (FRA)    | 54.                       |
| 166                       | Yoann Paillot (FRA)       | 66.                       |
| 167                       | Morne van Niekerk (RSA)   | 109.                      |